# Osees
Osees (anciennement OCS, The OhSees, Thee Oh Sees et Oh Sees) est un groupe de garage rock psychédélique américain, originaire de San Francisco, en Californie. Il est mené par le multi-intrumentiste John Dwyer, figure de proue de la scène garage californienne. La formation n'a cessé de changer d'aspect au fil des années, débutée comme un projet solo freak folk au commencement des années 2000 pour dériver progressivement vers un son s'affiliant au garage rock avec la constitution d'un groupe à part entière (Brigid Dawson en pianiste/choriste, Petey Dammit à la guitare/basse et Mike Shoun à la batterie) aux alentours de 2007.
Salués pour leurs prestations lives énergiques et la régularité exemplaire de leurs enregistrements, Thee Oh Sees ainsi formés seront en activité jusqu'en 2013, année qui marquera une première pause. Un album est enregistré en solo, les instruments changent de main, et le groupe réapparaît en 2015 avec de nouveaux musiciens, dont deux batteurs en simultané. Malgré quelques changements de formation successifs, celle-ci demeure telle quelle.
Les albums sortis en 2018 et 2019 lorgnent vers le Rock progressif avec l'arrivée d'un nouveau membre aux claviers, Tomas Dolas. Puis en 2020, le groupe renoue avec le son garage sur trois nouveaux LP.

## Biographie

### Prémices (1997–2003)
Originaire de la ville de Providence (capitale de Rhode Island), John Peter Dwyer s'initie à la scène garage-punk locale (Lightning Bolt, Drop Dead, Six Fingers Satellite, etc.) dans les clubs de sa ville, délaissant ses études pour les soirées festives et la drogue,,. Après avoir enchaîné les petits boulots, il déménage en 1997 à San Francisco, en Californie, avec son ami Jeff Rosenberg où ils forment Pink and Brown, duo bruitiste produisant un punk lo-fi extrême à travers lequel Dwyer commencera à se faire un nom. Les années passant, il prend part à des nombreux projets locaux, donnant dans le garage survolté (The Coachwhips, The Hospitals), le metal industriel (Dig That Body Up, It's Alive!)[source insuffisante] entre autres mises en scène loufoques (Zeigenbock Kopf, parodie d'un groupe de techno industrielle allemand gay-friendly),.
Aux alentours de 2003, il commence à enregistrer ses propres compositions solo sous le pseudonyme de OCS, qu'il met au jour avec un premier essai sobrement intitulé 1. Il s'y consacre pleinement durant les années suivantes, abandonnant progressivement les groupes sus-cités pour se concentrer sur sa musique (exception faite de Yikes, qui sera tardivement dissout en 2007),,.

### Thee Oh Sees (2006–2013)
En 2006, il invite son amie musicienne Brigid Dawson à enregistrer des chœurs sur son cinquième effort, The Cool Death of Island Raiders ; qui annonce les prémices de Thee Oh Sees. L'année suivante, le guitariste Petey Dammit, autre figure notable du paysage musical californien, est recruté au rang de bassiste, bien qu'il conserve sa Jazzmaster de prédilection pour remplir ce rôle.
Dans la foulée, ils enregistrent Sucks Blood, dont la parution inaugure le tout nouveau label Castle Face, cofondé avec Matt Jones,, et marque l'ultime participation du batteur Patrick Mullins, acolyte de longue date de OCS/Thee Ohsees. L'album suivant, The Master's Bedroom Is Worth Spending a Night In, voit le poste doublement occupé par Jigmae Baer et Mike Shoun, ce dernier conservant la place et officialisant la formation désormais définitivement intitulée Thee Oh Sees,. La production de cet album sera créditée à un certain Chris Woodhouse, musicien éclectique et ingénieur du son fermement associé à la scène californienne (ses premières contributions se faisant avec The Hospitals quelques années auparavant), qui épaulera dès lors la formation dans ses moindres enregistrements.
La bande ainsi formée en 2008 publie inlassablement et poursuit un marathon de tournées, gagnant en notoriété. Le single Tidal Wave est utilisé pour une scène de la série Breaking Bad[source insuffisante] (2011), tandis que The Dream se retrouve dans le jeu vidéo Grand Theft Auto V (2013). Parallèlement, le son du groupe se cristallise autour d'un garage rock remis au goût du jour (dit « revival »), emportant avec eux l'énergie caractéristique du genre qu'ils dispensent au travers de prestations scéniques exubérantes.
Au cours de l'année 2013, alors que sept albums, et au moins trois EP, sont produits en près de cinq ans, John annonce lors d'un live à San Francisco que « ce sera le dernier concert des Oh Sees pour un bout de temps. » Leur manager annonce peu de temps après que diverses raisons personnelles ont poussé les membres à mettre le groupe en sursis. Parallèlement, les fans inquiets se voient rassurés par la promesse d'un nouvel album pour début 2014.

### Pause et nouvelle formation (2014–2017)
Cette courte pause octroie une bouffée d'air aux Thee Oh Sees ; John déménage à Los Angeles (« Un nouveau départ dans ma vie. J'ai vieilli, j'ai besoin d'espace. Je n'ai rien contre San Francisco, mais c'est juste trop bondé ») et met au monde un nouveau projet solo appelé Damaged Bug, où il expérimente une musique électronique bruitiste, et dont le premier opus, Hubba Bubba, est publié en février 2014. Brigid se tourne vers la peinture et participe à des expositions, tandis que Petey et Mike continuent la musique au sein de plusieurs formations de la côte.
Chose promise, Drop, fruit d'une collaboration d'urgence entre Dwyer et Woodhouse (aux studios The Dock de ce dernier), parait en avril 2014, et les affaires reprennent dès juin avec l'apparition d'une toute nouvelle formation :  Timothy Hellman (ex-Sic Alps) à la basse et Nick Murray (ex-White Fence) aux fûts. Le trio embarque pour une tournée mondiale, et s'engouffre aussi vite en studio à l'aube 2015 pour enregistrer Mutilator Defeated at Last, avec la présence fortuite de Brigid aux chœurs,. Une fois de plus, les instruments changent de main, le batteur est remercié et remplacé par une paire, Dan Rincon et Ryan Moutinho, une configuration rythmique qui deviendra dès lors la signature du groupe.
Les tournées se poursuivent, le groupe revient en 2016 avec deux albums issus des mêmes sessions en studio, A Weird Exits en août, puis An Odd Entrance en novembre. Cette fin d'année marque le départ de Ryan Moutinho. Le trio ainsi formé retrouve son second batteur dès janvier 2017 en la personne de Paul Quattrone, fraichement débarqué de !!!.

### Oh Sees, OCS (depuis 2017)
En juin 2017, le groupe annonce un changement de nom en Oh Sees, accompagné d'un nouveau titre, The Static God qui précède la parution de Orc, leur dernier effort en date.
Au mois de novembre de la même année, Dwyer et Brigid reprennent les choses là où elles avaient été laissées aux alentours de 2006 avec Memory of a Cut-Off Head, un album pour lequel ils changent à nouveau de nom et reprennent celui de OCS,.

### Rock progressif et nouveaux projets (depuis 2018)
En 2018, la tournée de l'album Smote Reverser, aux textures éthérées dues à l'utilisation de nombreux claviers, nécessite la présence d'un cinquième musicien, Tomas Dolas, déjà proche du groupe (et membre du groupe Mr. Elevator signé sur le label Castle Face Records). Celui-ci devient ainsi membre à part entière de la formation, laquelle retourne en studio début 2019 pour enregistrer deux nouveaux projets de musique progressive, le LP Face Stabber et l'EP The 12” Synth, ce dernier officialisant un nouveau changement de nom en Osees.
Mi 2020, malgré la crise sanitaire, le groupe renoue avec ses racines garage et enregistre l'album Protean Threat, publié à l'automne, accompagné de Metamorphosed, compilation de morceaux issus des sessions de Face Stabber,. 
Un troisième album, Panther Rotate, est annoncé à la fin de l'année, ainsi qu'un nouvel EP, Weirdo Hairdo,.
Parallèlement, John Dwyer forme durant l'été le collectif Bent Arcana avec de nombreux musiciens (dont deux saxophonistes et un violoniste), enregistrant un album homonyme mêlant rock et jazz.
Publié le 12 août 2022, leur 26e album nommé A Foul Form est qualifié par le magazine Pitchfork d'« hommage au hardcore le plus crasseux et le plus hargneux du début des années 1980. »
Leur album Intercepted Message de 2023 marque une approche plus accessible et orientée pop, avec une forte intégration des synthétiseurs qui donnent un côté rétrofuturiste à l'ensemble. SORCS 80, qui paraît l'année suivante, poursuit cette exploration électronique, mais pousse l'expérimentation encore plus loin : contrairement à ses prédécesseurs, cet album ne comporte aucune guitare et repose exclusivement sur des synthétiseurs et des samplers.

## Membres

### Membres actuels
- John Dwyer – chant, guitare, claviers, flûte (depuis 1997)
- Tim Hellman – basse (depuis 2014)
- Dan Rincon – batterie (depuis 2015)
- Paul Quattrone – batterie (depuis 2017)
- Tomas Dolas - claviers, guitare (depuis 2018)

### Invité studio
- Chris Woodhouse – divers instruments, ingénieur-son (2008-2016)

### Anciens membres
- Brigid Dawson – chant, claviers (2005–2013, 2015, 2017)
- Petey Dammit – basse (2006–2013)
- Patrick Mullins – batterie (2004–2006)
- Jigmae Baer – batterie (2006–2007)
- Mike Shoun – batterie (2007-2013)
- Lars Finberg – batterie, guitare, chant (2011–2012)
- Nick Murray – batterie (2014–2015)
- Ryan Moutinho – batterie (2015–2016)
- Christopher Owens - chant, tambourin (2008, uniquement concerts)

## Discographie

### Albums studio
sous le nom OCS
sous le nom The OhSees
sous le nom Thee Oh Sees
sous le nom  Oh Sees
sous le nom Osees

### Singles et EP
Sous le nom Osees